# Vicente Guaita
Vicente Guaita Panadero (n. 10 ianuarie 1987) este un fotbalist spaniol care evoluează pe postul de portar. În prezent, se află liber de contract.

## Palmares

### Individual
- Trofeul Zamora Segunda División: 2009–10

## Statistici
La 12 mai 2019.
| Club                  | Sezon         | Campionat          | Campionat | Campionat | Cupă | Cupă | Cupa Ligii | Cupa Ligii | Altele | Altele | Total | Total |
| Club                  | Sezon         | Divizie            | M         | G         | M    | G    | M          | G          | M      | G      | M     | G     |
| --------------------- | ------------- | ------------------ | --------- | --------- | ---- | ---- | ---------- | ---------- | ------ | ------ | ----- | ----- |
| Valencia Mestalla     | 2006–07       | Segunda División B | 8         | 0         | —    | —    | —          | —          | —      | —      | 8     | 0     |
| Valencia Mestalla     | 2008–09       | Segunda División B | 10        | 0         | —    | —    | —          | —          | —      | —      | 10    | 0     |
| Valencia Mestalla     | Total         | Total              | 18        | 0         | —    | —    | —          | —          | —      | —      | 18    | 0     |
| Valencia              | 2007–08       | La Liga            | 0         | 0         | 0    | 0    | —          | —          | 0      | 0      | 0     | 0     |
| Valencia              | 2008–09       | La Liga            | 2         | 0         | 3    | 0    | —          | —          | 3      | 0      | 8     | 0     |
| Valencia              | 2010–11       | La Liga            | 21        | 0         | 3    | 0    | —          | —          | 4      | 0      | 28    | 0     |
| Valencia              | 2011–12       | La Liga            | 26        | 0         | 2    | 0    | —          | —          | 2      | 0      | 30    | 0     |
| Valencia              | 2012–13       | La Liga            | 14        | 0         | 5    | 0    | —          | —          | 6      | 0      | 25    | 0     |
| Valencia              | 2013–14       | La Liga            | 13        | 0         | 3    | 0    | —          | —          | 7      | 0      | 23    | 0     |
| Valencia              | Total         | Total              | 76        | 0         | 16   | 0    | —          | —          | 22     | 0      | 114   | 0     |
| Recreativo (împrumut) | 2009–10       | Segunda División   | 30        | 0         | 1    | 0    | —          | —          | —      | —      | 31    | 0     |
| Getafe                | 2014–15       | La Liga            | 29        | 0         | 0    | 0    | —          | —          | —      | —      | 29    | 0     |
| Getafe                | 2015–16       | La Liga            | 38        | 0         | 0    | 0    | —          | —          | —      | —      | 38    | 0     |
| Getafe                | 2016–17       | Segunda División   | 8         | 0         | 0    | 0    | —          | —          | 4      | 0      | 12    | 0     |
| Getafe                | 2017–18       | La Liga            | 33        | 0         | 0    | 0    | —          | —          | —      | —      | 33    | 0     |
| Getafe                | Total         | Total              | 108       | 0         | 0    | 0    | —          | —          | 4      | 0      | 112   | 0     |
| Crystal Palace        | 2018–19       | Premier League     | 20        | 0         | 1    | 0    | 3          | 0          | —      | —      | 24    | 0     |
| Total carieră         | Total carieră | Total carieră      | 252       | 0         | 18   | 0    | 3          | 0          | 26     | 0      | 299   | 0     |